# Тёмкин, Зиновий Ионович
Зино́вий Ио́нович Тёмкин (при рождении Зе́льман Йо́йнович Тёмкин; 16 ноября 1865, Елисаветград, Херсонская губерния — 1942, Париж) — еврейский общественный деятель, один из лидеров ревизионистского сионизма, врач. Отец композитора Дмитрия Тёмкина.

## Биография
Родился в 1865 году в Елисаветграде (ныне Кропивницкий) в еврейской купеческой второй гильдии семье; родители — Йойна Ицкович Тёмкин (1836—?) и Довба Тёмкина (1839—?). В начале 1880-х годов семья некоторое время жила в Каменке (Чигиринский уезд). После начальной религиозной школы (хедера) учился в русской гимназии. После окончания медицинского факультета Санкт-Петербургского университета стажировался в лаборатории Пауля Эрлиха в Берлине, специализируясь в области микробиологии и биохимии. В начале 1890-х годов З. И. Тёмкин переехал из Елизаветграда в Кременчуг Полтавской губернии, где открыл собственную медицинскую практику. Вторым браком женился на Марии Давидовне Тартаковской (13 апреля 1867 — 9 марта 1960) из жившей в Ново-Георгиевске семьи состоятельного арендатора еврейских земледельческих колоний Херсонской губернии. До 1904 года состоял консультантом в Кременчугском Александровском реальном училище и 35-м Брянском пехотном полку, был одним из руководителей социал-демократического движения в городе. Семья жила в доме Липавского на Херсонской улице, с 1904 года — в доме Парижских на Докторской улице.
В 1914 году, в начале Первой мировой войны, был призван в действующую армию, работал в военно-полевом госпитале, демобилизован в 1918 году. Некоторое время жил в Одессе, где состоял членом правления городской еврейской общины (от сионистской организации) и входил в руководство городского Общества здравоохранения евреев (ОЗЕ). Во время Гражданской войны покинул семью (жену, сына и двоих дочерей) и перебрался в Турцию (Константинополь), где руководил Американским еврейским объединённым распределительным комитетом «Джойнт». Из Константинополя перебрался в Берлин, где женился вторично; через несколько лет переехал к брату в Париж, где вновь открыл медицинскую практику по адресу 99, rue de Rome, 17-e.
В 1921 году участвовал в деятельности Общества помощи еврейским детям в России. В 1924—1933 годах был членом редколлегии русско-еврейского журнала «Рассвет», переместившегося из Петрограда в Париж и редактируемого Владимиром Жаботинским и Йосефом Бером Шехтером (1891—1970). С самого основания в 1925 году был избран членом президиума Всемирного союза сионистов-ревизионистов — радикального крыла сионистского движения (ревизионистская партия), был ближайшим сторонником Владимира Жаботинского. В 1925—1931 годах был председателем Союза сионистов-ревизионистов Франции. В 1932 году поддержал Жаботинского и из-за раскола движения вследствие разногласий с Меиром Гроссманом (1888—1964) по вопросу о подчинении Всемирной сионистской организации Тёмкин с И. Б. Шехтером покинули Всемирный союз сионистов-ревизионистов. В 1935 году вошёл в руководство только что образованной Новой сионистской организации, которую возглавил Жаботинский.
Состоял членом Общества русских врачей имени И. И. Мечникова, с 1933 года член его правления; также с 1931 года был членом правления Объединения русских врачей за границей. С 1929 года был членом редколлегии журнала «Врачебный вестник». С 1932 года член русской эмигрантской масонской ложи «Свободная Россия» (Великого востока Франции), в 1933 году перешёл в Великую ложу Франции, в русскую ложу «Лотос» (Париж). С 1933 года член правления Общества друзей амбулатории и диспансера имени Владимира Тёмкина, был также членом медицинской секции при Комитете по оказанию помощи нуждающейся еврейской интеллигенции. В 1938 году отошёл от активной общественной деятельности по состоянию здоровья и умер в оккупированном Париже в 1942 году.

## Семья
- Старший брат — Владимир Ионович Тёмкин, инженер, один из лидеров палестинофильского и сионистского движений, казённый раввин Елисаветграда в 1893—1917 годах, член Всероссийской раввинской коллегии, с 1925 года — первый президент Всемирного союза сионистов-ревизионистов.
- Братья — Меер-Лейб (1856), Айзик (1859), Эль (1863)[17].
- Первая жена — Песя Абовна Тёмкина (в девичестве Гальперина, 1868—?)[18], дочь черкасского купеческого сына Абы Гальперина.
  - Сын — Александр (29 мая 1890, Елизаветград — ?)[19].
- Вторая жена — Мария Давидовна Тартаковская (1867—1960).
  - Сын — Дмитрий (1894), дочери — Татьяна и Евгения.